# Medinilla decurrens
Medinilla decurrens är en tvåhjärtbladig växtart som beskrevs av Célestin Alfred Cogniaux. Medinilla decurrens ingår i släktet Medinilla och familjen Melastomataceae. Inga underarter finns listade i Catalogue of Life.